# 550+1
550+1 er en bronzeskulptur af den danske kunstner Jens Galschiøt. Skulpturen viser omfanget af mænd, som en prostitueret har sex med i løbet af et år. Skulpturen blev færdiggjort i 2015 og blev for første gang udstillet på folkemødet på Bornholm.  

## Overblik
Skulpturen består af 550 mænd, som står i kø for at have sex med en nigeriansk prostitueret. Mændene og kvinden er illustreret med små figurer i bronze, som forestiller mennesker. Disse mænd står i en række, hvor skulpturen ender med en liggende kvinde på en sten. Skulpturen er 60 meter lang. En nigeriansk prostitueret har i gennemsnit sex med 550 mænd på et år, hvilket ifølge kunstneren Jens Galschiøt både gælder for dem, som vælger det frivilligt, og dem som er blevet tvangsprostitueret.

## Udstillinger
Skulpturen blev først udstillet på Folkemødet på Bornholm i 2015. Derudover har den været udstillet på Kulturmødet Mors og Varde Museum. Da den var udstillet på Kulturmødet Mors, blev skulpturen udsat for tyveri. Der blev stjålet fem af de små figurer. Skulpturen har endvidere været udstillet i Taastrup i november 2016, hvor udstillingen blev arrangeret af Taastrup Kunstforening.